# 烏坵郷

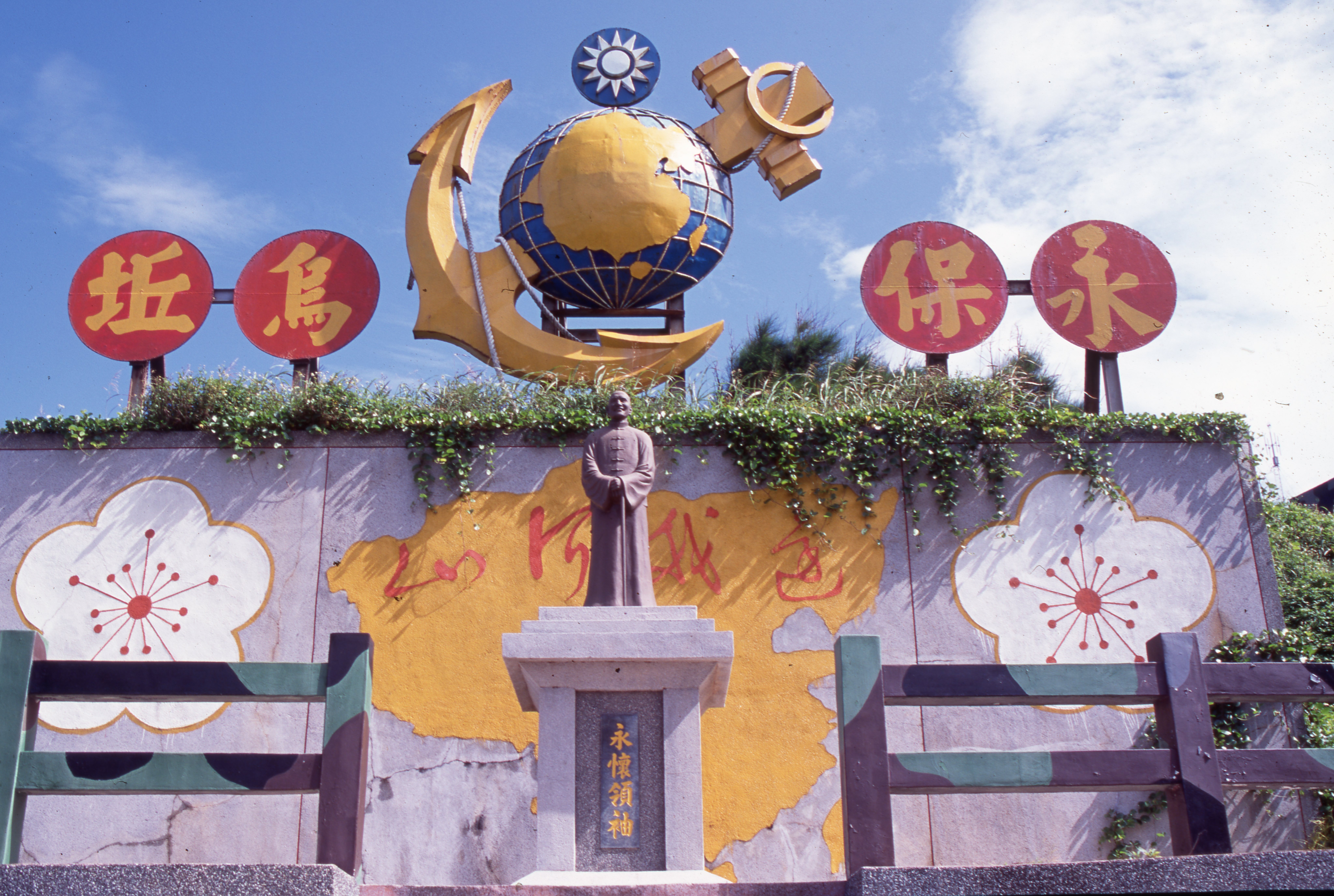
烏坵郷のランドマーク

烏坵郷（ウーチウ/うきゅう-きょう）は、中華民国福建省金門県の郷。三つの島嶼により構成され、国共内戦下においては金門島・馬祖島と並んで対立の最前線の島であった。本来莆田県の管轄であったが、国共内戦の結果、中華民国が莆田県の支配権を喪失したことから、金門県の代理管轄下に入り現在に至っている。中華民国で最小の地方自治団体である。

## 地理
烏坵は、中華人民共和国福建省莆田市の東南に位置し、湄洲島から東20海里の位置に存在している。

### 行政区画
| 村             |
| -------------- |
| 大坵村、小坵村 |

## 歴史
台湾海峡海路の中継地として17世紀から各国の船舶がこの海域を航行し、当時の海図には烏坵嶼 (Ockseu Island) と記載されている。
1840年のアヘン戦争後、烏坵は開港された廈門および福州の中間地点であることから航路上での重要な位置を占めるようになった。1874年にはイギリス技師ヘンダーソン(David Marr Henderson)とロピナルド(John Ropinald) によって灯台が建設された。
1943年から1945年にかけて、烏坵は日本軍によって占拠された。当時、烏坵は湄洲島と同じく第四行政督察区が管轄する行政区域であった。1949年、大陸の中国国民党率いる中華民国政府が崩壊すると、烏坵は一時無政府状態となった。
当時の烏坵は灯台の保守要員とその家族、そして出漁に際して立ち寄る漁民程度しか立ち入らないのどかな島であったが、国民党兵が流入してくると状況が一変した。元来物資が豊富でない島での急激な人口増加は食料をはじめとする物資が欠乏し、また本島との連絡手段の喪失から、国民党兵による食料強奪や、建造物を破壊しての燃料確保、さらには大陸の商船を襲撃するなど、海賊島の様相を呈するに至った。
1951年、アメリカの軍事援助の下、国民党は本島で軍事再編を実施し、烏坵でも正規軍に組み込まれ、食料などの物資が提供されることになった。
1954年、中華民国政府は烏坵の行政管轄を見直した。元来、最も近い陸地である興化府や莆田県に属していたが、同地が中国共産党支配下に置かれたことから、72海里離れているが実効支配をしている福建省金門県の施政下に暫定的に置くことを決定した。この時期の烏坵は反共救国軍の前線基地として実質的に国防部によって統治されていた。面積僅か1.2平方キロメートルの島を大坵と小坵に分割し、軍民を問わず犯罪は軍法会議で処分が決定され、病人は軍医が診断するという体制にあった。

## 政治

### 行政
1992年11月7日に正式に戒厳令が解除された後、地方自治が実施されている。1994年1月29日に住民投票が行われ、初めての民選郷長が選出された。

#### 郷長
- 蔡永富（現職）

歴代郷長
| 代    | 氏名   | 着任日              | 退任日 |
| ----- | ------ | ------------------- | ------ |
| 第1回 | 楊瑞大 | 1956年 - 1994年     |        |
| 第2回 | 李毅強 | 1994年 - 2002年     |        |
| 第3回 | 蔡元珍 | 2002年 - 2006年10月 |        |
| 第4回 | 陳興坵 | 2006年12月 - 2014年 |        |
| 第5回 | 蔡永富 | 2014年 - 2022年     |        |
| 第6回 | 蔡燕明 | 2023年 - （現任）   |        |

## 経済
烏坵郷の中心となる産業は漁業である。しかし、台中関係が好転した1992年、烏坵でも戒厳令が解除された。これにより駐留軍が大幅に削減されて島の状況は一変し、特に経済面では軍人対象の商業活動に大きな影響が出たほか、緊張緩和によって周囲に中国の漁船が押し寄せ、爆弾漁法などで魚を根こそぎ捕獲したため海洋生態系を破壊、その結果漁業資源は枯渇してしまった。
このように経済活動が立ち行かなくなった烏坵からは住人の流出が続出した。教育設備、医療設備、就労機会、交通機関のいずれも存在しない状態となってしまい、一時期は総人口50人弱の過疎島になったが、人口は2000年代以降は増加に転じて戻りつつある。
1998年に核廃棄物処理場の設置計画が明らかになったが、環境保護団体の強い反対によって2002年に凍結された。

## 生活基盤

### 生活インフラ
水道
水道と電気が烏坵における最大の課題であり、以前は雨水に依拠していた。現在では軍により水が供給されている。
電力
軍用の発電設備により供給されているため、発電機の連続運転時間が8時間と限定され、1日に3度の停電がある。そのため電化製品の寿命に影響が出るなどの生活上の問題が発生している。

## 医療
軍の診療所があるのみで、重い症例の場合はヘリコプターで台湾本土の国立病院に運ばれる。

## 教育
かつては金門県立五秋小学校があったが、2009年に廃校となり、2020年現在教育機関不在の状態である。

## 交通
大坵村と小坵村にヘリポートがあるものの、現在烏坵への定期便空路は開設されておらず、交通は海路のみである。
台中港から月3便の定期船が軍艦を使用して運航されている。軍用路線のため運賃は無料である。現在、主に使用される軍艦は陽字号で、所要時間5〜6時間となっている。但し軍事管理のために、非居住者が入るには許可を必要とする。以前は高雄港を経由する中字号という軍艦が運航されていたが、高雄〜烏坵間でも24時間を要し、更に便数も月に1便のみであったことを考えれば格段の利便性向上となっている。
烏坵港は水深が浅く、喫水の深い軍艦では座礁の恐れがあるために満潮時刻に到着するダイヤとなっており、満潮時でも直接接岸できないため、ランチ艇で艦と桟橋を連絡している。
| 種別 | 路線名称 | その他               |
| ---- | -------- | -------------------- |
| 港湾 | 烏坵港   | 台中港への便船がある |

## 観光

### 観光スポット
烏坵灯台
- 烏坵嶼山頂に位置する灯台。1874年に初めて設置され、1913年および1930年に改修を受けている。元来は第1種石油灯を使用していたが、1949年の国共内戦の際に破損、同年5等電灯に変更された。
- 5秒ごとに2600ヘルツで発色するが、現在は運用が停止されている。高さ19.5メートル、灯高87.2メートル、公称光程は11.3海里。

## 文化･名物

### 言語
烏坵では、漁民を中心に福建省莆田県（興化府）の方言である莆仙語が話されてきた。現在は、台湾本島や金門島と同様に閩南語（台湾語）が話される。いずれも馬祖島で話される閩東語（福州語）とは系統が異なる。

### 特産品
特産品に海苔がある。毎年8月には海苔を加工するため石灰を焼く光景を見ることができる。産業が極めて限定されている烏坵では貴重な現金収入源となっている。